# Connor McGovern (Footballspieler, 1993)
Connor McGovern (* 27. April 1993 in Fargo, North Dakota) ist ein US-amerikanischer American-Football-Spieler auf der Position des Centers. Aktuell spielt er für die New York Jets in der National Football League (NFL). Er ist nicht zu verwechseln mit dem 1997 geborenen Spieler gleichen Namens, der für die Buffalo Bills spielt.

## Frühe Jahre
McGovern besuchte die Shanley High School in seiner Geburtsstadt. Dort fiel er mit guten Leistungen in der Footballmannschaft auf und wurde deswegen 2010 ins USA Today High School All-American Second Team gewählt, damals allerdings noch als Spieler der Defensive Line. Deswegen erhielt er ein Stipendium von der University of Missouri, für die er von 2011 bis 2015 in der Offensive Line spielte.

## NFL

### Denver Broncos
Im NFL Draft 2016 wurde McGovern an 144. Stelle in der 5. Runde von den Denver Broncos ausgewählt. Allerdings kam er in seinem ersten Jahr bei den Broncos überhaupt nicht zum Einsatz. Sein Debüt gab er dann am 1. Spieltag der Saison 2017 beim 24:21-Sieg gegen die Los Angeles Chargers. Sein erstes Spiel als Starter war die 9:35-Niederlage am 11. Spieltag gegen die Miami Dolphins, nachdem sich der eigentliche Starter, Ronald Leary, verletzt hatte. In der Saison 2018 wurde er Stammspieler auf der Position des rechten Guards, Leary wechselte auf die linke Seite. Nachdem sich Matt Paradis beim 24:17-Sieg gegen die Pittsburgh Steelers allerdings verletzt hatte, wurde McGovern als dessen Ersatz Starter auf der Position des Centers. Dort wurde er auch im nächsten Jahr Stammspieler, nachdem Paradis zu den Carolina Panthers wechselte.

### New York Jets
Am 2. April 2020 unterschrieb McGovern einen Dreijahresvertrag über 27 Millionen US-Dollar bei den New York Jets. Dort wurde er direkt zum Stammspieler als Center und gab sein Debüt bei der 17:27-Niederlage gegen die Buffalo Bills am 1. Spieltag der Saison 2020. Am 7. Spieltag konnte er beim erneuten Spiel gegen die Buffalo Bills einen von Sam Darnold gefumbelten Ball wieder aufnehmen und somit ein Turnover an der eigenen 24-Yard-Line verhindern. Insgesamt kam er in seiner ersten Saison in allen 16 Spielen für die Jets zum Einsatz und war dabei stets Starter. Auch in seiner zweiten Saison blieb McGovern Stammspieler als Center und kam stets als Starter zum Einsatz, bis er sich am 16. Spieltag beim 26:21-Sieg gegen die Jacksonville Jaguars am Knie verletzte und die letzten beiden Saisonspiele verletzt verpasste. Auch in der Saison 2022 blieb er Stammspieler als Center bei den Jets und war dort ein wichtiger Bestandteil der Offensive Line. Außerdem war McGovern der einzige Spieler, der keinen der 1114 Offensive Snaps der Jets verpasste. Er bestritt 2023 sieben Spiele, bevor er mit einer Knieverletzung ausfiel. In der Saison 2024 gehörte McGovern zunächst dem Practice Squad der Jets an.

### New Orleans Saints
Am 4. Oktober 2024 nahmen die New Orleans Saints McGovern für ihren aktiven Kader unter Vertrag. Für die Saints absolvierte er sechs Spiele (davon fünf als Starter), wurde jedoch bereits am 11. November 2024 gewaived.

### Rückkehr zu den New York Jets
Nur einen Tag später beanspruchten die New York Jets McGovern von der Waiver-Liste.